# ГЕС Качеута
ГЕС Качеута (ісп. Cacheuta) — гідроелектростанція в центральній Аргентині в провінції Мендоса. Знаходячись перед ГЕС Альварес-Кондарко, становить верхній ступінь у каскаді на річці Мендо́са, яка тече з Анд до болота Гванакаче, що дренується праворуч до річки Сан-Хуа́н (права притока Десагуаде́ро, яка в свою чергу є лівою притокою Ріо-Колорадо, що впадає в Атлантичний океан за сотню кілометрів південніше від Баїя-Бланки).
Першу електростанцію на місці ГЕС Качеута спорудили ще 1926 року. Вона мала потужність 16 МВт та працювала до 1990-х років, коли ухвалили рішення про масштабну модернізацію гідровузла. У межах останньої річку перекрили новою греблею Потрерільйос (ісп. Potrerillos), зведеною у 1998—2003 роках. Ця кам'яно-накидна споруда з бетонним облицюванням має висоту 116 метрів, довжину 420 метрів та потребувала 6,3 млн м3 матеріалу. Вона утримує витягнуте по долині річки на 12,5 км водосховище з площею поверхні 13 км2 та об'ємом 450 млн м3, у якому можливе коливання рівня поверхні між позначками 1342 та 1377 метрів НРМ (при використанні комплексу з метою іригації припускається зниження рівня до 1332 метри НРМ).
Від сховища до машинного залу прокладено дериваційний тунель довжиною 4,3 км та діаметром 5 метрів, який прямує під лівобережним гірським масивом та на завершальному етапі сполучений з балансувальним резервуаром висотою 106 метрів та діаметром 15 метрів. Основне обладнання станції складають чотири турбіни типу Френсіс номінальною потужністю по 30 МВт (максимальна 31,6 МВт), які при напорі від 139 до 175 метрів забезпечують виробництво 520 млн кВт-год електроенергії на рік.
Відпрацьована вода потрапляє у нижній балансуючий резервуар, з якого може скидатись у річку або спрямовуватись до наступної ГЕС Альварес-Кондарко.
Видача продукції відбувається по ЛЕП, розрахованій на роботу під напругою 132 кВ.
Окрім виробництва електроенергії, комплекс виконує протиповеневу функцію, забезпечує водопостачання (після модернізації проектний відбір збільшився з 3 до 7 м3/с з перспективою зростання до 13,5 м3/сек) та іригацію. Якщо до модернізації у провінції Мендоса зрошувалось 30 тисяч гектарів з 30-відсотковою гарантією водопостачання, то по завершенні проекту цей показник збільшився до 80 тисяч гектарів з 70-відсотковою гарантією.